# اینی ایلانزا
اِینی ایلانزا (انگلیسی: Annie Ilonzeh؛ زادهٔ ۲۳ اوت ۱۹۸۳) یک هنرپیشه اهل ایالات متحده آمریکا است. وی از سال ۲۰۰۷ میلادی تاکنون مشغول فعالیت بوده‌است.

## گزیدهٔ آثار

### سینما
- نعناع تند (۲۰۱۷)
- همه نگاه‌ها به من (۲۰۱۶)
- پرسی جکسون و المپ‌نشینان: دزد صاعقه (۲۰۱۰)
- با تو حال نمی‌کند (۲۰۰۹)

### تلویزیون
- مظنون (۲۰۱۴)
- دیو و دلبر (۲۰۱۴–۲۰۱۳)
- پیکان (۲۰۱۴–۲۰۱۲)
- دارودسته (۲۰۱۱–۲۰۱۰)
- آشنایی با مادر (۲۰۰۷)